# Бриџхаптон (Њујорк)
Бриџхаптон (енгл. Bridgehampton) насељено је место без административног статуса у америчкој савезној држави Њујорк.

## Демографија
По попису из 2010. године број становника је 1.756, што је 375 (27,2%) становника више него 2000. године.
| Група             | 2000.         | 2010.         |
| Белци             | 1.062 (76,9%) | 1.221 (69,5%) |
| Афроамериканци    | 240 (17,4%)   | 236 (13,4%)   |
| Азијати           | 11 (0,8%)     | 21 (1,2%)     |
| Хиспаноамериканци | 45 (3,3%)     | 256 (14,6%)   |
| Укупно            | 1.381         | 1.756         |